# Bobkingita
La bobkingita és un mineral de la classe dels halurs. Anomenada per Rober J. Jing, membre del Departament de Geologia de la Universitat de Leicester i membre fundador de la Russel Society. És un mineral semblant a l'atacamita.

## Classificació
Segons la classificació de Nickel-Strunz, la bobkingita pertany a «03.DA: Oxihalurs, hidroxihalurs i halurs amb doble enllaç, amb Cu, etc., sense Pb» juntament amb els següents minerals: melanotal·lita, atacamita, botallackita, clinoatacamita, hibbingita, kempita, paratacamita, belloïta, herbertsmithita, kapellasita, gillardita, haydeeïta, anatacamita, claringbul·lita, barlowita, simonkol·leïta, buttgenbachita, connel·lita, abhurita, ponomarevita, anthonyita, calumetita, khaidarkanita, droninoïta i avdoninita.

## Característiques
La bobkingita és un halur de fórmula química Cu₅Cl₂(OH)₈(H₂O)₂. Cristal·litza en el sistema monoclínic. La seva duresa a l'escala de Mohs és 3.

## Formació i jaciments
La bobkingita ha estat descrita al Regne Unit, Grècia i Espanya. A la seva localitat tipus ha estat descrita associada a malaquita, cuprita, coure natiu i atzurita. Es forma damunt de crostes d'atzurita i malaquita que es troben damunt de cuprita massiva en dipòsits d'escòria oxidada. En la localitat tipus s'ha trobat en una pedrera de diorita amb inclusions de coure.